# Thomas D. Pollard
Thomas Dean Pollard (* 7. Juli 1942 in Pasadena, Kalifornien) ist ein US-amerikanischer Biochemiker und Zellbiologe. Er ist Sterling Professor für Molekulare Biologie, Zellbiologie und Entwicklungsbiologie und für Molekulare Biophysik und Biochemie an der Yale University in New Haven, Connecticut.

## Leben
Pollard erwarb 1964 einen Bachelor am Pomona College in Claremont, Kalifornien, und 1968 einen M.D. an der Harvard Medical School in Cambridge, Massachusetts. Als Assistenzarzt arbeitete er zunächst am Massachusetts General Hospital in Boston, Massachusetts, bevor er als wissenschaftlicher Mitarbeiter an die Abteilung für Biochemie des National Heart and Lung Institute wechselte, einer Einrichtung der National Institutes of Health, in Bethesda, Maryland.
Eine erste Professur erhielt Pollard in der Anatomie der Harvard Medical School (Assistant Professor 1972, Associate Professor 1975). Von 1977 bis 1996 war Pollard Professor für Zellbiologie und Anatomie an der Johns Hopkins University in Baltimore, Maryland, 1984 unterbrochen von einem Forschungsaufenthalt als Guggenheim-Stipendiat am Medical Research Council in Cambridge, England. Von 1996 bis 2001 war Pollard Professor am Salk Institute for Biological Studies in La Jolla, Kalifornien. Von 1996 bis 2000 war er Präsident der Einrichtung, von 1997 bis 2001 zusätzlich außerplanmäßiger Professor für Biologie und Bioengineering und für Chemie und Biochemie an der University of California, San Diego, ebenfalls in La Jolla. Seit 2001 ist Pollard Professor für Molekulare Biologie, Zellbiologie und Entwicklungsbiologie und für Molekulare Biophysik und Biochemie an der Yale University in New Haven, Connecticut, seit 2006 als Sterling Professor.
Pollard ist verheiratet und hat zwei Kinder.

## Wirken
Pollard gilt als international anerkannte wissenschaftliche Führungsperson auf dem Gebiet der Zellbiologie. Seine Verdienste liegen in der Erforschung der Rolle von Aktin und Myosin in vivo, ihrer Polymerisation in vitro, auf dem Gebiet der Rheologie und Kristallografie und in der Entwicklung neuer Forschungsmethoden. Jüngere Arbeiten befassen sich außerdem mit Aktin-basierter Zellbewegung und molekularen Aspekten der Zytokinese.

## Auszeichnungen (Auswahl)
- 1988 Präsident der American Society for Cell Biology
- 1989 Keith R. Porter Lecture
- 1990 Mitgliedschaft in der American Academy of Arts and Sciences
- 1992 Mitgliedschaft in der National Academy of Sciences of the United States
- 1993 Mitgliedschaft in der American Association for the Advancement of Science
- 1996 Rosenstiel Award[1]
- 2004 E.B. Wilson Medal der American Society for Cell Biology
- 2006 Gairdner Foundation International Award[2]
- 2015 NAS Award for Scientific Reviewing
- 2015 Wilbur Cross Medal (honoris causa) der Yale University[3]